# غروزني

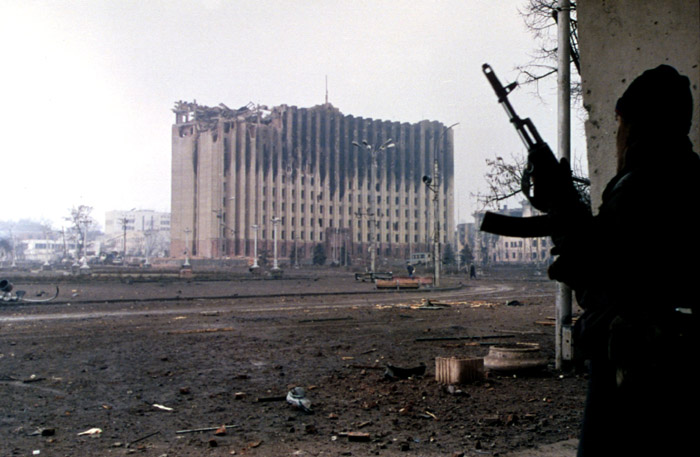
أحد محاربي الشيشان يقف بالقرب من قصر غروزني الرئاسي، التقطت الصورة في يناير 1995.

غروزني (بالروسية: Гро́зный)‏ ‏ (بالشيشانية: Соьлжа-ГIала)‏‏، Sölƶa-Ġala أو Жовхар‏ وDƶowxar) عاصمة الشيشان والشيشان إشكيريا أُنشئت عام 1818 كحصن روسي ولعبت دورا مهما في حرب القوقاز، ولم تبدأ المدينة النمو إلا بعد اكتشاف البترول. يبلغ عدد سكانها 213.600 حسب إحصاءات 2004 وقبل الحرب الشيشانية 400.000.
غروزني.
تقوم العاصمة الشيشانية على جانبي سونجا رافد نهر تيريك. ويربو عدد سكانها على 230 ألف نسمة.
نمت مدينة غروزني حول قلعة حملت الاسم ذاته، بناها ألكسي يرمولوف وكان قائد الجيش القيصري في القوقاز عام 1818، هنا أدى ميخائيل ليرمونتوف وليف تولستوي الخدمة العسكرية وكتبا روائع أدبهما تحت تأثير الأصالة القوقازية.

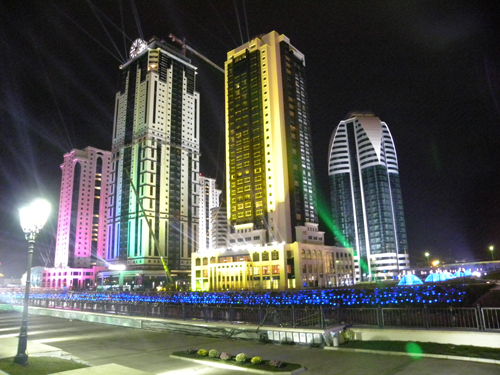
أبراج في العاصمة الشيشانية غروزني عام 2012

بدأ استخراج النفط قرب غروزني عام 1893 فتحولت المدينة إلى أحد أكبر المراكز الصناعية في القوقاز.
لحقت بالمدينة أضرار بالغة نتيجة العمليات القتالية في تسعينات القرن الماضي، وكانت القوات الروسية قد سيطرت عليها مرتين في عامي 1994 و 1999 بينما اقتحمها الانفصاليون الشيشان واستولوا عليها عام 1996.
مدينة غروزني التي كانت بالأمس مهدمة، تبدو اليوم حديثة وجميلة، وصارت واحدة من أجمل المدن الأوروبية. واللون الأزرق المميز لأبنيتها الجديدة يدعو إلى حياة أفضل ومستقبل وضاء.
تم إنجاز بناء المسجد الجامع "قلب الشيشان"، الجامع الرئيسي في غروزني، والأكبر في أوروبا، الذي يتسع لعشرة آلاف شخص، خلال عامين فقط، وإلى جانبه أُقيمت الجامعة الإسلامية ودار الإفتاء. وتغلب على شارع النصر خضرة الشجر، وأصلحت أبنيته لتتفق مع نمط خمسينات القرن الماضي وتجمع بين الأنموذجين الأوروبي والوطني.
شارع بوتين أجمل معالم غروزني، كان يسمى بالحدودي، حيث كان يفصل بين القوزاق والقلعة، ثم بين البيض والحمر. ويوجد فيه مبنى كبير لصالة الحفلات. وغرس فيه أكثر من سبعمائة شجرة. كان بناؤه في خمسينات القرن العشرين فحمل طابع ذلك العصر.
المؤسسات التعليمية في غروزني مشهورة وأهمها الجامعة الحكومية الشيشانية ومعهدا النفط والتربية، ويوجد في المدينة المسرح الدرامي، الذي يقدم الأعمال الكلاسيكية إضافة إلى المسرحيات المحلية التي تعكس تناقضات الحياة والتقاليد لدى الشيشان.